# トゥイアトゥア・トゥプア・タマセセ・エフィ
トゥイアトゥア・トゥプア・タマセセ・エフィ（サモア語: Tuiatua Tupua Tamasese Efi、1938年3月1日 - ）は、サモア独立国のオ・レ・アオ・オ・レ・マーロー（国家元首、在位：2007年6月20日 - 2017年7月20日）。トゥプア・タマセセ・トゥプオラ・トゥフガ・エフィ（サモア語: Tupua Tamasese Tupola Tufuga Efi）とも名乗る。

## 出身
1938年、トゥプア・タマセセであった父トゥプア・タマセセ・メアッオレと母ノウエ・イレーネ・グスターヴァ・タイッシ・ネルソンとの間に生まれた。西サモアでの初等教育と、ニュージーランドの首都ウェリントンでの中等教育（聖パトリック・カレッジ）は、カトリック系のマリスト・ブラザース国際学校の系列の学校で一貫して学んだ。ウェリントンのヴィクトリア大学で高等教育を修めた後、ニュージーランドやオーストラリアの大学で教鞭を執った。西サモアに帰国後も、政治活動と並行して教育者としての活動に従事している。

## 政治的経歴
1966年に立法議会議員に当選して、キリスト教民主党に属した。この時期トゥプア・タマセセの称号を保持していたのは、従兄のトゥプア・タマセセ・レアロフィオアッアナ4世であり、エフィは単にトゥプオラ・トゥフガ・エフィと名乗っていた。1970年から1972年まで公共事業担当大臣を務めた後、1976年3月24日から1982年4月13日まで2期続けて首相を務めた。2期目の1981年に公務員の労働組合のストライキで行政機能の麻痺を招き、翌1982年の議会選挙で敗北して、それまでの野党であった人権擁護党に政権を譲って首相を辞職した。その後サモアでは2009年まで与野党の入れ換えという意味での政権交代は起きていない。1983年のレアロフィオアッアナ4世の死によりトゥプア・タマセセの称号を継承してタマ・ア・アイガとなった。
1982年、キリスト教民主党の党首に選出された。その後同党はサモア国民党と合同してサモア国民発展党となったが、引き続きエフィが2001年まで党首を務めた。2004年、立法議会議員を辞任した。翌2005年、同じくタマ・ア・アイガであるトゥイマレアリッイファノ・スアラウヴィ2世と並んで、国家元首不在時の代行機関である代表者会議のメンバーに選出された。
2007年5月11日、オ・レ・アオ・オ・レ・マーローであるマリエトア・タヌマフィリ2世が死去すると、サモア独立後初めての選挙で選ばれた国家元首としてエフィが選出され、同年6月20日に就任した。
| 先代 トゥプア・タマセセ・レアロフィオアッアナ4世 | 西サモア首相 1976年3月24日 - 1982年4月13日                   | 次代 ヴァッアイ・コロネ                        |
| 先代 ヴァッアイ・コロネ                          | 西サモア首相 1982年9月18日 - 12月31日                        | 次代 トフィラウ・エティ・アレサナ              |
| 先代 マリエトア・タヌマフィリ2世                 | オ・レ・アオ・オ・レ・マーロー 2007年6月20日 - 2017年7月20日 | 次代 トゥイマレアリッイファノ・スアラウヴィ2世 |